# Claudio Boada Villalonga
Claudio Boada Villalonga (Barcelona, 14 de juny de 1920 - Palma, 22 d'agost de 2006) fou un enginyer, banquer i empresari català.

## Biografia
Nasqué a Barcelona el 1920, fill d'un ferreter que havia viscut alguns anys a les Filipines. Va estudiar als Escolapis de Barcelona i es doctorà en Enginyeria Industrial a la Universitat de Barcelona el 1946, ampliant estudis a diversos països d'Europa i als Estats Units.
Començà treballant als Tallers Boladera de Terrassa, però el 1947 va marxar a Tetuan, on fou director d'una companyia de transports elèctrics. Tornà a Barcelona en 1950, on va fer amistat amb Vilfred Ricart, qui l'introduirà com a enginyer en les noves empreses creades pel règim franquista. El 1957 fou nomenat president d'ENASA, càrrec que deixà el 1967 quan fou nomenat president d'Alts Forns de Biscaia. El 1970 deixà el càrrec quan el ministre d'Indústria José María López de Letona el va nomenar president de l'Institut Nacional d'Indústria, càrrec que va ocupar fins al 1974.
El 1974 va passar-se a la Banca, arribant a ser president del Banc de Madrid, el Banc Català de Desenvolupament i el Banc Hispano-Americano, el qual aconseguí sanejar amb èxit després de la crisi dels 80. Igualment fou directiu de nombroses empreses industrials de l'Estat espanyol com ara la Pegaso, Ford Espanya, els Alts Forns de Biscaia (novament president de 1977 a 1979), Promociones y Desarrollos Industriales S. A. (PRODINSA) del Grup Castell (Jaume Castell i Lastortras) o l'Associació per al Progrés i la Direcció.
El 1981 fou nomenat president del nou Instituto Nacional de Hidrocarburos, però va dimitir el 1985 per assumir la presidència del Banc Hispano-Americano, al que aconseguí redreçar en 1986. El 1990 deixà la presidència del banc.
Durant les darreries dels anys 70 i principis dels 80, fou un dels personatges més influents en el sector públic espanyol de l'època. Conservador convençut, Franco li oferí el ministeri d'Indústria, però el rebutjà per no voler implicar-se personalment en política.
Es casà amb Eulàlia Pallerés, amb qui tengué cinc fills.
Morí a Mallorca, on els darrers anys de la seva vida hi passava llargues temporades (concretament a Valldemossa), el 22 d'agost de 2006 per una insuficiència respiratòria. A Bon Sossec (Marratxí) se celebrà una missa en el seu record el 23, on hi assistiren nombroses personalitats del món empresarial i polític espanyol. Sempre tingué fama de bon gestor.
En abril de 2003 va rebre la Gran Creu de l'Orde Civil d'Alfons X el Savi. També ha estat guardonat amb la Gran Creu d'Isabel la Catòlica i és Doctor Honoris Causa de la Universitat d'Alcalá.